# Carales fumata
Carales fumata là một loài bướm đêm thuộc phân họ Arctiinae, họ Erebidae.